# Erich Lehmensick
Erich Lehmensick (* 19. Januar 1898 in Jena; † 17. November 1984 in Bad Salzuflen) war ein deutscher Erziehungswissenschaftler und Reformpädagoge.
Er promovierte 1926 bei Herman Nohl an der Universität Göttingen mit einer Arbeit zur Theorie der formalen Bildung. 1942 folgte die Habilitation an der Universität Gießen bei Otto Friedrich Bollnow. Von 1926 bis 1928 war Lehmensick Lehrer am Landschulheim am Solling und wurde 1930 an die Pädagogische Akademie Kiel berufen. Im gleichen Jahr stritt er mit Wilhelm Hartnacke über die Vererbung von Begabung und die Folgen für das Schulsystem, wobei er sich für offene Spielräume in der Begabungsentwicklung einsetzte.
Nach der Machtübergabe an die Nationalsozialisten unterzeichnete er im November 1933 das Bekenntnis der Professoren an den deutschen Universitäten und Hochschulen zu Adolf Hitler. Er war Mitglied des NS-Lehrerbundes, beantragte am 1. November 1937 die Aufnahme in die NSDAP und wurde rückwirkend zum 1. Mai desselben Jahres aufgenommen (Mitgliedsnummer 5.098.442). Im Zweiten Weltkrieg diente er als Militärpsychologe.
1946 bis 1966 lehrte er Psychologie und Pädagogik an der Pädagogischen Hochschule Göttingen. Von dieser Stellung aus beteiligte er sich an reformpädagogischen Schulversuchen.

## Schriften
- Die Theorie der formalen Bildung, Göttingen 1926
- Die Vordringlichkeit als didaktische Kategorie, Gießen 1942